# Shane Victorino
Pour les articles homonymes, voir Victorino.
Shane Patrick Victorino (né le 30 novembre 1980 à Wailuku, Hawaii, États-Unis) est un ancien joueur de baseball évoluant à la position de voltigeur en Ligues majeures de baseball. 
Il a été sélectionné pour le match des étoiles du baseball majeur en 2009 et 2011, remporté quatre Gants dorés (2008, 2009, 2010, 2013) et gagné la Série mondiale 2008 avec les Phillies de Philadelphie et la Série mondiale 2013 avec les Red Sox de Boston.

## Carrière

### Padres de San Diego
Shane Victorino, repêché par les Dodgers de Los Angeles en 1999, fait ses débuts dans les majeures avec les Padres de San Diego en 2003. Il ne participera qu'à 36 rencontres, et sa moyenne au bâton ne sera que de ,151.

### Phillies de Philadelphie

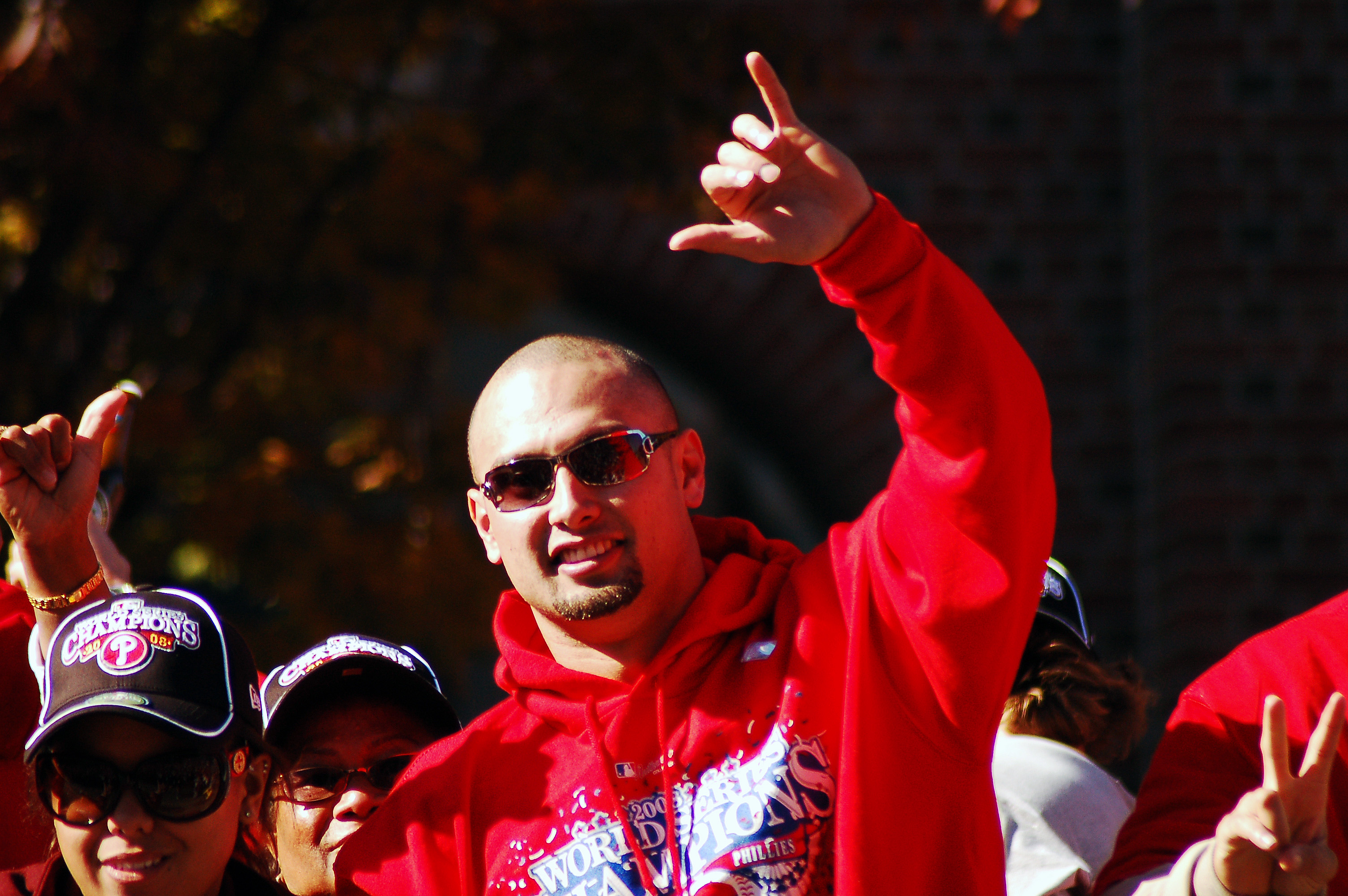
Shane Victorino des Phillies lors du défilé des champions de la Série mondiale 2008 à Philadelphie.

On le revoit dans les grandes ligues en 2005 avec les Phillies de Philadelphie, où il prend part à 21 parties. Il devient un joueur régulier de l'équipe en 2006. 
Victorino a connu en 2008 sa meilleure saison en carrière, établissant de nouveaux sommets personnels avec une moyenne au bâton de ,293, 167 coups sûrs, 102 points marqués, 14 coups de circuits et 58 points produits.
Rapide coureur, il vole 37 buts en 2007 et 36 en 2008. Il reçoit un Gant doré pour son excellence en défensive.
Shane Victorino a frappé pour ,357 (5 en 14) au cours de la Série de division 2008 contre Milwaukee, cognant 3 doubles en quatre matchs, et un grand chelem lors du match # 2. Il produit six points en cinq parties en Série de championnat contre les Dodgers et remporte la Série mondiale 2008 avec les Phillies.
En 2009, Victorino est invité pour la première fois au match des étoiles. Il domine le baseball majeur avec 13 triples en saison régulière. Le 12 août 2009, un incident en apparence anodin fait les manchettes alors qu'un spectateur au Wrigley Field de Chicago asperge Victorino de bière pendant que celui-ci tente de capter une balle frappée au champ extérieur. La sécurité jette hors du stade un spectateur qui n'a rien à voir avec l'incident pendant que la police et les médias de Chicago cherchent le coupable. Un homme de 21 ans est finalement identifié et accusé de méfait. Il s'excuse auprès de Victorino, qui reçoit aussi les excuses de la direction des Cubs de Chicago.
Victorino participe à la Série mondiale 2009 avec les Phillies et reçoit à la fin de la saison son deuxième Gant doré à la position de voltigeur.

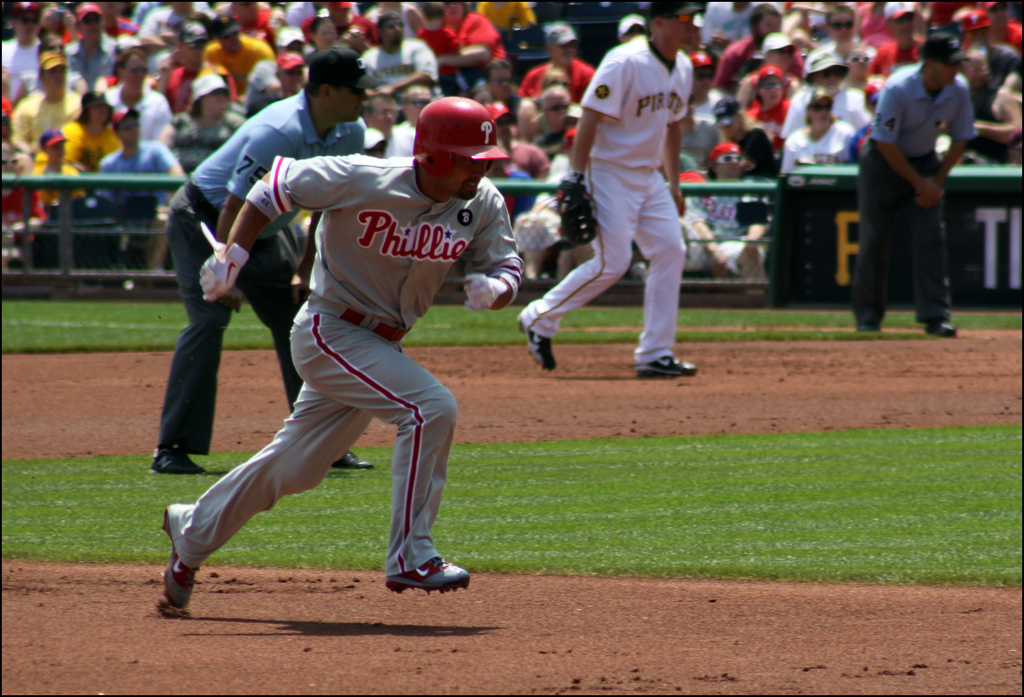
Victorino en 2011 avec les Phillies.

En janvier 2010, le voltigeur des Phillies signe une prolongation de contrat de 22 millions de dollars pour trois saisons.
Durant la saison 2010, il établit de nouvelles marques personnelles avec 18 circuits et 69 points produits. Il remporte son troisième Gant doré en défensive.
En 2011, il reçoit une deuxième sélection au match des étoiles mais doit se désister en raison d'une blessure. Il est remplacé dans l'alignement du match d'étoiles par Andre Ethier des Dodgers de Los Angeles. Il maintient une moyenne au bâton de ,269 en 132 parties jouées, avec 17 circuits et 61 points produits. Pour la deuxième fois en carrière il mène tout le baseball pour les triples, avec un nouveau record personnel de 16. Il frappe pour ,316 et produit deux points en cinq matchs dans la Série de divisions où les Phillies s'inclinent devant les éventuels champions de la Série mondiale 2011, les Cards de Saint-Louis. 
En 2012, Victorino réussit 17 doubles, 5 triples, 9 circuits, récolte 40 points produits et présente une moyenne au bâton de ,261 en 101 parties chez les Phillies.

### Dodgers de Los Angeles
Le 31 juillet 2012, les Phillies échangent Victorino aux Dodgers de Los Angeles en retour du lanceur de relève Josh Lindblom et du lanceur droitier des ligues mineures Ethan Martin. Il frappe pour ,245 avec deux circuits, 15 produits et 15 buts volés en 53 matchs chez les Dodgers. Il termine sa saison 2012 avec sa plus basse moyenne au bâton (,255) en carrière et compile 11 circuits, 55 points produits en 154 parties jouées pour Los Angeles et Philadelphie. Il réussit un nouveau record en carrière de 39 buts volés, en seulement 45 tentatives.

### Red Sox de Boston

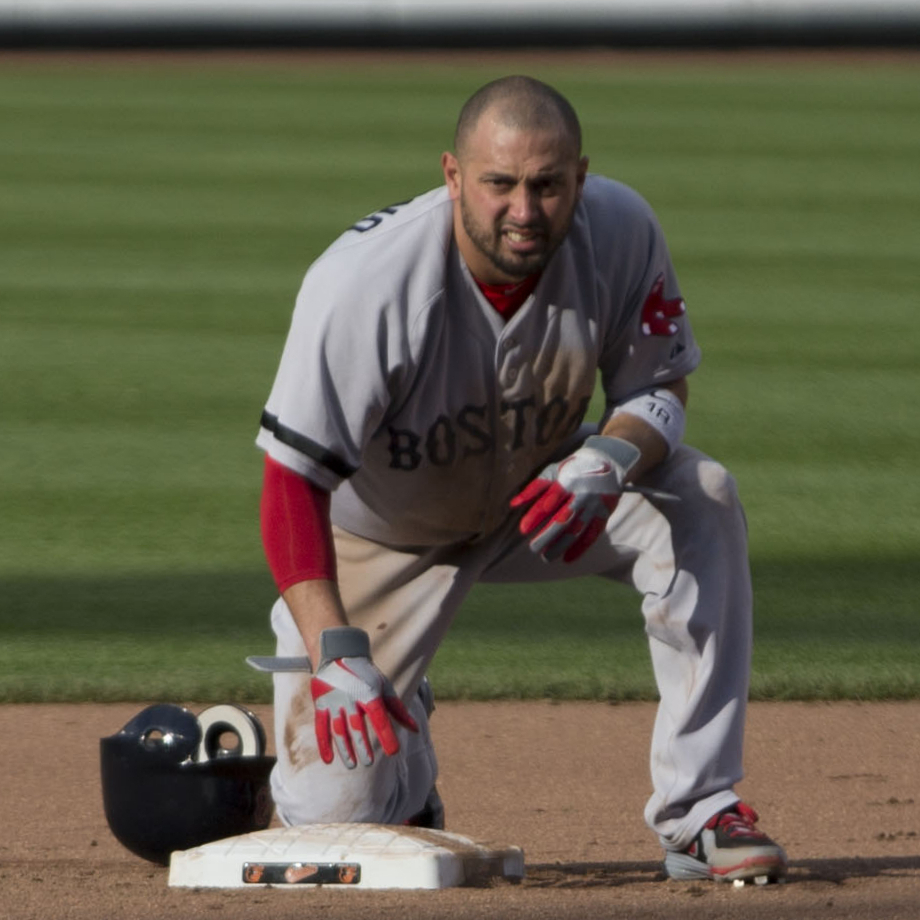
Victorino en 2013 avec les Red Sox de Boston.

Le 13 décembre 2012, Victorino rejoint les Red Sox de Boston, qui lui donnent un contrat de 39 millions de dollars pour trois saisons. En 122 matchs, Victorino affiche sa meilleure moyenne au bâton en carrière (,294) et récolte 140 coups sûrs, dont 26 doubles et 15 circuits, marque 82 points, en produit 61 et ajoute 21 buts volés. Les Red Sox jouent en séries éliminatoires et Victorino frappe le 19 octobre un grand chelem en 7e manche de la dernière partie de Série de championnat contre Détroit, procurant à son club la victoire de 5-2 qui le fait passer en Série mondiale 2013. Victorino, auteur d'un grand chelem en éliminatoires de 2008 contre les Dodgers de Los Angeles, n'est que le 2e joueur de l'histoire à compter deux circuits de 4 points en matchs d'après-saison, l'autre étant Jim Thome pour les Indians de Cleveland de 1998-1999,.

### Angels de Los Angeles
Le 27 juillet 2015, Boston échange Victorino aux Angels de Los Angeles en échange du joueur de champ intérieur Josh Rutledge, et accepte de payer 3,8 millions de dollars sur les 4,9 millions restant à verser à leur ancien joueur. Sa moyenne au bâton s'élève à ,230 avec un seul circuit et 7 buts volés en 71 matchs jouées au total en 2015 pour les Red Sox et les Angels.

### Cubs de Chicago
Le 26 février 2016, Victorino signe un contrat des ligues mineures avec les Cubs de Chicago.

## Vie personnelle
Shane Victorino est le cousin du lanceur Kanekoa Texeira.
Victorino et sa fiancée Melissa Smith se sont mariés en novembre 2009 à Hawaii.